# 拿撒勒 (印度)
拿撒勒（Nazerath）是印度泰米尔纳德邦杜蒂戈林縣的一个城镇。总人口16943（2001年）。

## 人口
该地2001年总人口16943人，其中男性8206人，女性8737人；0—6岁人口1613人，其中男842人，女771人；识字率83.75%，其中男性为84.84%，女性为82.72%。